# Ed Kowalczyk
Edward Joel Kowalczyk (nascido em 16 de julho de 1971) é um músico americano e membro fundador da banda Live. Desde que deixou a banda em 2009, iniciou uma carreira solo e seu primeiro álbum, Alive, foi lançado mundialmente em junho de 2010.

## Live
Ed Kowalczyk é vocalista e compositor principal da banda Live.
Em 2009, deixou a banda e os outros três integrantes emitiram um comunicado detalhando o que achavam das ações inapropriadas de Kowalczyk. Kowalczyk está sendo processado pela banda, pedindo indenização e liminar contra o uso do nome "Live".
Porém em Dezembro de 2016,depois de algumas reuniões foi anunciado o seu retorno à banda.

## Carreira solo
Após sua saída da banda Live, Kowalczyk gravou seu primeiro álbum solo, Alive, o qual foi lançado em 2010. Em 2012 gravou The Garden e em 2013 The Flood and the Mercy.

## Trabalhos com outros músicos
Kowalczyk já trabalhou com músicos como Stuart Davis, Glen Ballard, Anouk, Neneh Cherry, Adam Duritz, de Counting Crows e Shelby Lynne, em destaque na canção "Evolution Revolution Love", do álbum de 2011 Blowback, de Tricky. Colaborou com Chris Frantz, Jerry Harrison e Tina Weymouth (ex-Talking Heads, nesse tempo atuando como membro dos Heads) com a canção "Indie Hair" do álbum deles de 1996, No Talking, Just Head.

## Atividades políticas
Kowalczyk interpreta Imagine de John Lennon, com Slash em 2003, em "Peace on the Beach" (Chicago), uma manifestação para protestar contra a iminente guerra no Iraque. Em 2008 ao lado de will.i.am, atuou em um vídeo do Black Eyed Peas, John Legend, Scarlett Johansson e Nick Cannon, apoiando o candidato presidencial dos Estados Unidos, Barack Obama, e apareceu em comícios de campanha de Obama, com will.i.am.

## Vida Pessoal
Kowalczyk nasceu de uma família de ascendência polonesa. Ele cresceu em York, Pensilvânia.
Kowalczyk é casado e tem três filhas e um filho. Ele anunciou o nascimento de sua terceira filha, Cecilia, em 14 de Abril de 2011 e seu filho, Paul, em 5 de agosto de 2013. Seu irmão mais novo Adam Kowalczyk também é músico.